# 427P/ATLAS
427P/ATLAS è una cometa periodica appartenente alla famiglia delle comete della fascia principale. La cometa è stata scoperta l'11 settembre 2017 dal programma di ricerca astronomico Asteroid Terrestrial-impact Last Alert System (ATLAS-MLO, Mauna Loa) presso l'osservatorio di Haleakalā.
Fa parte, assieme alle due comete gemelle P/2016 J1-A PANSTARRS e P/2016 J1-B PANSTARRS (P/2016 J1 PANSTARRS), della famiglia di asteroidi Theobalda formatasi a seguito di una collisione tra asteroidi 7 ± 2 milioni di anni fa.